# Dendrocerus indicus
Dendrocerus indicus är en stekelart som först beskrevs av Mani 1939.  Dendrocerus indicus ingår i släktet Dendrocerus och familjen trefåresteklar.

## Underarter
Arten delas in i följande underarter:
- D. i. indicus
- D. i. iridescens